# Paul Panzer

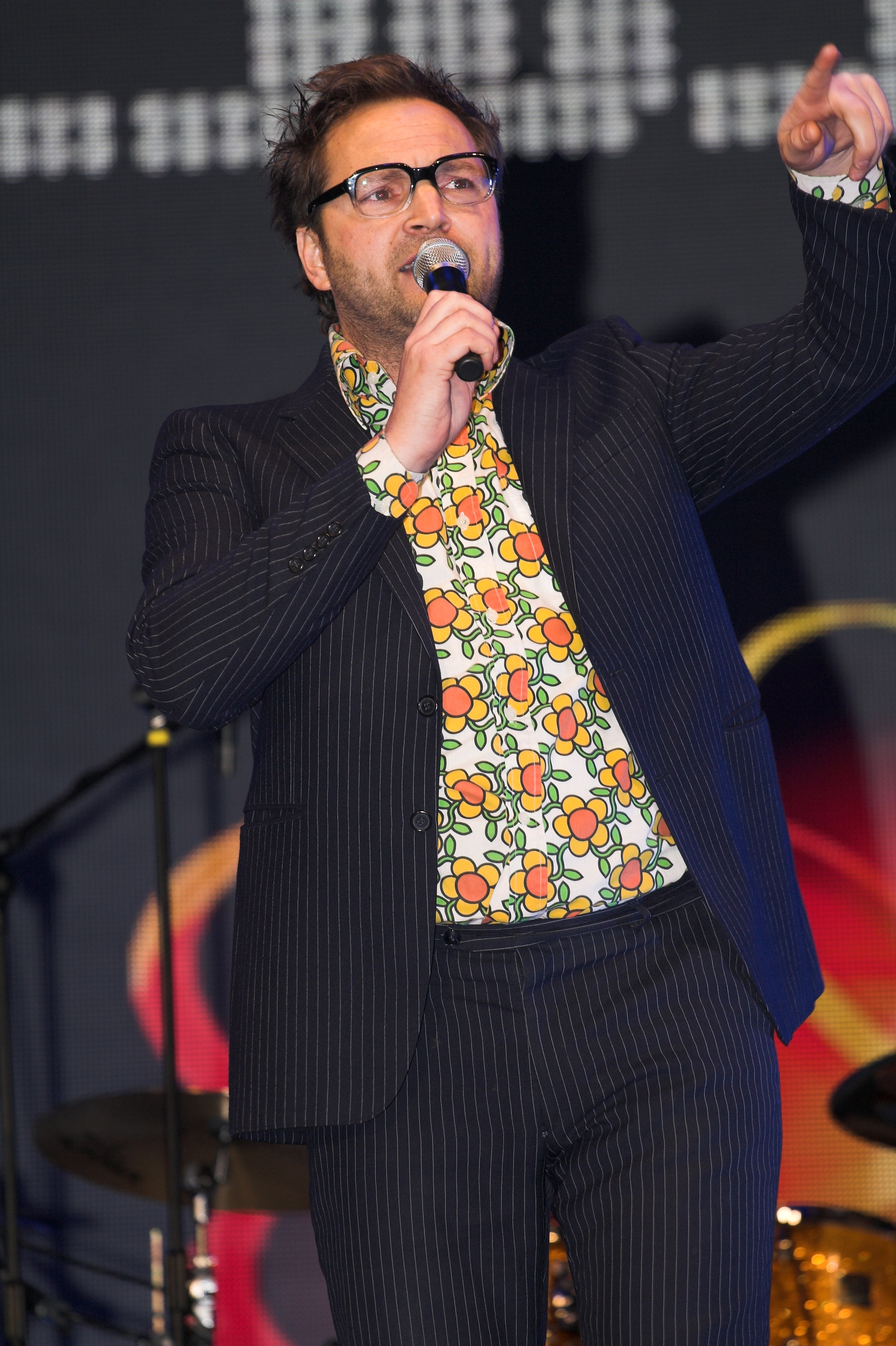
Dieter Tappert in Berlin (2006)

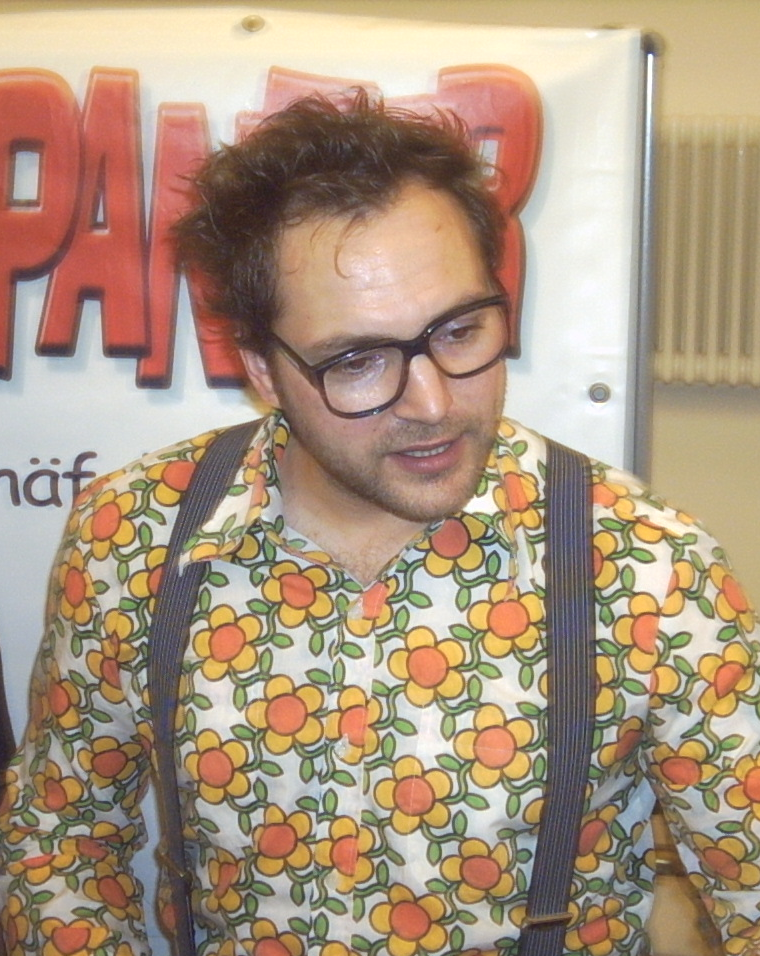
Dieter Tappert als Paul Panzer (2005)

Paul Panzer (eigentlich: Dieter Tappert; * 8. Januar 1972 in Düren) ist ein deutscher Stand-up-Comedian, Schauspieler und Live-Streamer.

## Leben und Werk
Tappert wuchs in Nörvenich auf, lebt seit Mitte der 1990er Jahre in Köln und studierte dort, nachdem er eine Lehre zum Schweißer gemacht hatte, Musik- und Medienpädagogik.
Dieter Tappert begann 1998 in der Redaktion des neu gegründeten privaten Radiosender 100’5 Das Hitradio, im belgischen Eupen. Dort wurde er einem größeren Publikum durch seine weit über 800 aufgezeichneten Scherzanrufe als Paul Panzer bekannt, die auch bei verschiedenen anderen Radiosendern wie Radio Rur, radio ffn, RPR1, Hit Radio FFH, Radio Hamburg, Radio Köln, 89.0 RTL, 104.6 RTL, Antenne 1 oder Dresden 103.5 gesendet wurden. Seine Markenzeichen sind ein markanter, aber inkonsequenter Sprechfehler (das „s“ und „z“ werden lateral ausgesprochen), Sprachstörungen (Wörter falsch trennen und falsch betonen), das Eindeutschen fremdsprachiger Begriffe, eine bemerkenswerte Naivität und Blümchenhemden. Charakteristisch sind seine Grußformel „Panzer, ich begrüße Sie“, gefolgt von „Es geht sich um Folgendes“ oder „Ich hätte da gern mal ein Problem“ und gegen Ende „Wie verbleiben wir denn jetzt?“ sowie die lang ausgesprochene Bestätigung „Rrrichtiiig“. Sollte ein Opfer vorzeitig auflegen, ruft Panzer sofort zurück, meistens mit den Worten: „Wir sind gerade unterbrochen worden“. 
Die Figur Paul Panzer hat eine Ehefrau namens Hilde, Sohn Bolle, Tochter Susaska, einen Bruder, der Motorsägen (sowohl die Tätigkeit als auch die Geräte) über alles liebt, und den Nachbarn Herrn Latz. Festes Stilelement in den Anrufen sind laute Rückfragen an sich angeblich im Hintergrund befindende Personen (z. B. Frau Hilde, Sohn Bolle). Ziel ist, den Gesprächspartner in die Verzweiflung zu treiben, um das Radiopublikum zu unterhalten. Die Opfer seiner bekanntesten Telefonstreiche sind die fiktiven Charaktere „Dachdeckermeister Benether“ (gesprochen und gespielt von Michael Filla) und der ungarische Bildhauer „Szabo“, die er im Gegensatz zu anderen Opfern mehrmals angerufen hat. In anderen Telefonaten versucht er, Katzenbabys zum Dünsten für sein China-Restaurant zu erhalten, will einen Hotelreiniger nach Bagdad putzen schicken, der NASA den Start seiner selbstgebauten, sechs Meter großen Silvesterrakete ankündigen oder er ruft ein dutzend Mal im Getränkemarkt an und fragt nach einem nicht vorhandenen Getränk „Kokossaft“. Es erfolgten auch Anrufe bei der 2022 geschlossenen „Gaststätte zur F104“ in Kerpen-Niederbolheim bei Köln, wo der erste Paul-Panzer-Fanclub Deutschlands beheimatet war. Neben „Paul Panzer“ produzierte Tappert diverse andere Comedyreihen, u. a. mehr als 200 Folgen von „Die Baulöwen“, die sich um eine Drei-Mann-Bauarbeitertruppe drehen, die täglich neue Abenteuer erleben. Von den „Baulöwen“ ist eine Best-of-CD entstanden.
Seit 2005 tritt Tappert als Stand-up-Comedian in ganz Deutschland auf. Sein erstes Solo-Programm hieß „Heimatabend Deluxe“. Dieses Programm zeigte er bei seiner ersten eigenen Fernseh-Comedy am 24. November 2006 auf RTL, Titel: Paul Panzer-Heimatabend Deluxe. Im April 2008 wurde der Heimatabend Deluxe mit großem Aufwand in der Frankfurter Jahrhunderthalle aufgezeichnet, um im Oktober 2008 als Doppel-DVD veröffentlicht und bei RTL in zwei Teilen noch einmal sehr erfolgreich ausgestrahlt zu werden.
Tappert erhielt am 10. Oktober 2006 den Deutschen Comedypreis als bester Newcomer. Im Jahr 2007 war Paul Panzer 33 für den Comedypreis als beste Comedyshow nominiert.
Auf RTL moderierte Tappert ab dem 23. März 2007 jeweils freitags als Paul Panzer sechs Folgen der Comedy-Show Paul Panzers 33. Im Mai 2007 lief auf RTL die Pilotfolge seiner zweiten Sendung Paul Panzer präsentiert: Die unglaublichsten Geschichten. Im Januar 2008 zeigte RTL die Komödie Crazy Race IV, in der er sich selbst spielt.
Tappert schrieb mit Mario Barth das Drehbuch zu dem Kinofilm Männersache, in dem er neben Mario Barth die zweite Hauptrolle spielt. Hier tritt er auch zum ersten Mal unter seinem bürgerlichen Namen auf. Der Film wurde in Berlin gedreht und kam am 19. März 2009 in die Kinos. Seit Anfang 2009 war Tappert mit seinem neuen Bühnenprogramm Endlich Freizeit – Was für′n Stress! auf Tournee. 2011 folgte das Bühnenprogramm Hart backbord.
Von 2011 bis 2014 war Tappert gemeinsam mit Kaya Yanar auf RTL in der Sendung Stars bei der Arbeit zu sehen, in der Prominente ungewohnten beruflichen Tätigkeiten nachgehen. Ab Anfang 2013 moderierte er die Sendung allein. Daneben ist er als Gast in Sendungen anderer Comedians aufgetreten. Seit 2016 zählt er in der Quizshow Wer weiß denn sowas? im Ersten zu den prominenten Gästen mit den meisten Auftritten.
Seit Dezember 2020 streamt Tappert als Paul Panzer live auf Twitch.tv.

## Diskografie

### Alben
- 2001: The Best Of
- 2002: Grünes Licht
- 2003: Ich begrüße Sie
- 2004: Rrrichtig
- 2004: Familienalbum
- 2005: Dönerschäfchentango
- 2006: Best of Die Baulöwen
- 2007: Heimatabend Deluxe live
- 2009: Endlich Freizeit – Was für’n Stress
- 2012: Hart Backbord – Noch ist die Welt zu retten
- 2014: Alles auf Anfang
- 2016: Invasion der Verrückten
- 2018: Glücksritter… vom Pech verfolgt!
- 2025: Apaulkalypse

### Videoalben
- 2008: Heimatabend Deluxe (DE: Gold (Videoalbum))
- 2010: Endlich Freizeit – Was für’n Stress! (DE: Platin (Videoalbum))
- 2012: Hart Backbord – Noch ist die Welt zu retten! (DE: Gold (Videoalbum))
- 2014: Alles auf Anfang (DE: Gold (Videoalbum))
- 2016: Invasion der Verrückten
- 2018: Glücksritter… vom Pech verfolgt!

## Live-Programme
- 2007: Heimatabend Deluxe
- 2009: Endlich Freizeit – Was für’n Stress!
- 2011: Hart Backbord – Noch ist die Welt zu retten!
- 2013: Alles auf Anfang
- 2015: Invasion der Verrückten
- 2017: Glücksritter… vom Pech verfolgt!
- 2019: Midlife Crisis... Willkommen auf der Dunklen Seite
- 2023: Apaulkalypse – Jede Reise geht einmal zu Ende
- 2025: Schöne Neue Welt – Welcome to Hell

## Filmografie
- 2008: African Race – Die verrückte Jagd nach dem Marakunda (Fernsehfilm)
- 2009: Männersache
- 2012: Agent Ranjid rettet die Welt
- 2012: Heiter bis wolkig
- 2012: Sammys Abenteuer 2 (Stimme)
- 2012: Zambezia (Stimme)

## Auszeichnungen
- 2006: Deutscher Comedypreis – Bester Newcomer
- 2015: Deutscher Comedypreis – Bester Live-Act für „Paul Panzer live! – Alles auf Anfang“
- 2019: Bremer Comedypreis – Ehrenpreis